# Сант'Агата Мартезана (Милано)
Сант'Агата Мартезана је насеље у Италији у округу Милано, региону Ломбардија.
Према процени из 2011. у насељу је живело 2060 становника. Насеље се налази на надморској висини од 132 м.